# NGC 4465
NGC 4465 (również PGC 41157) – galaktyka spiralna (Sc), znajdująca się w gwiazdozbiorze Panny. Odkrył ją Guillaume Bigourdan 31 marca 1886 roku.